# Peenebrücke Loitz

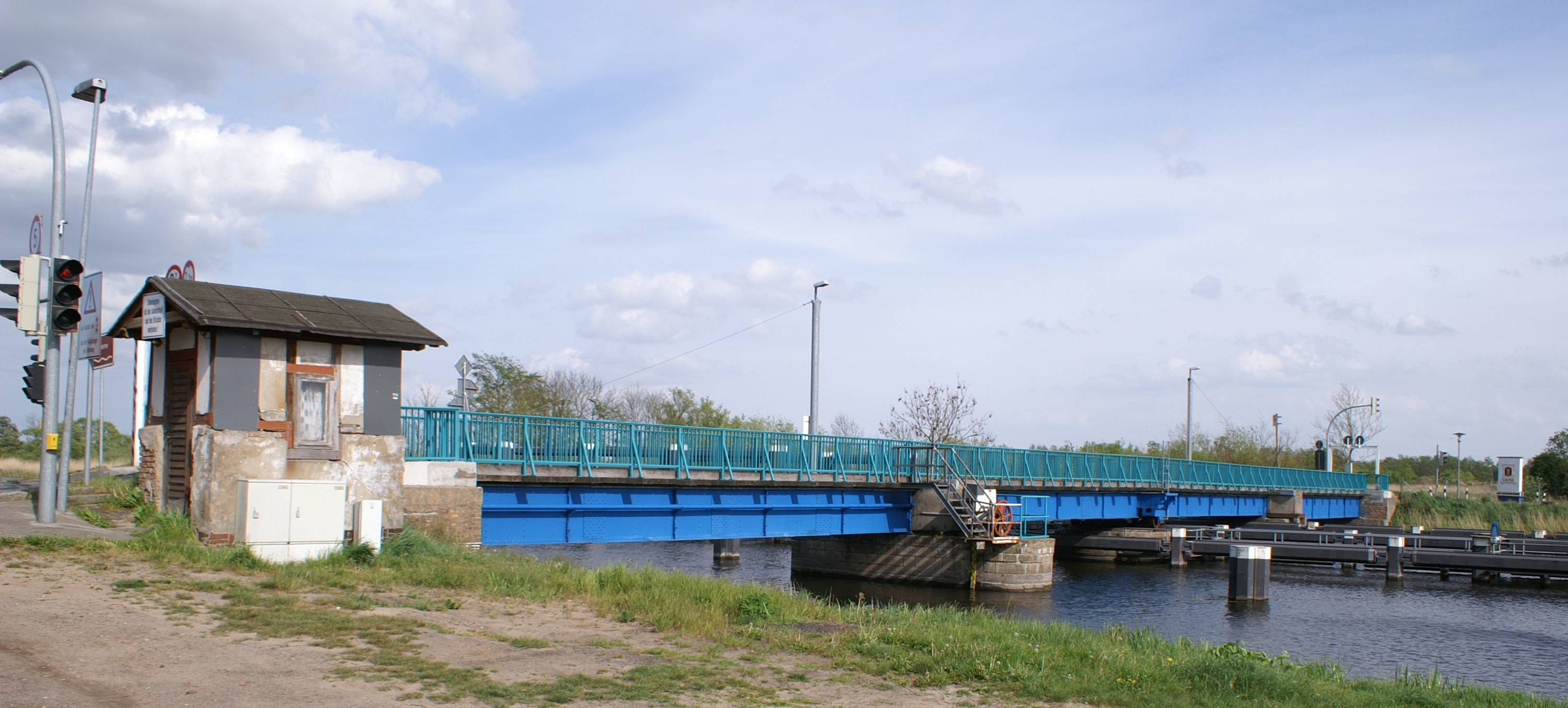
Ehemalige Drehbrücke über die Peene (bis Ende 2010)

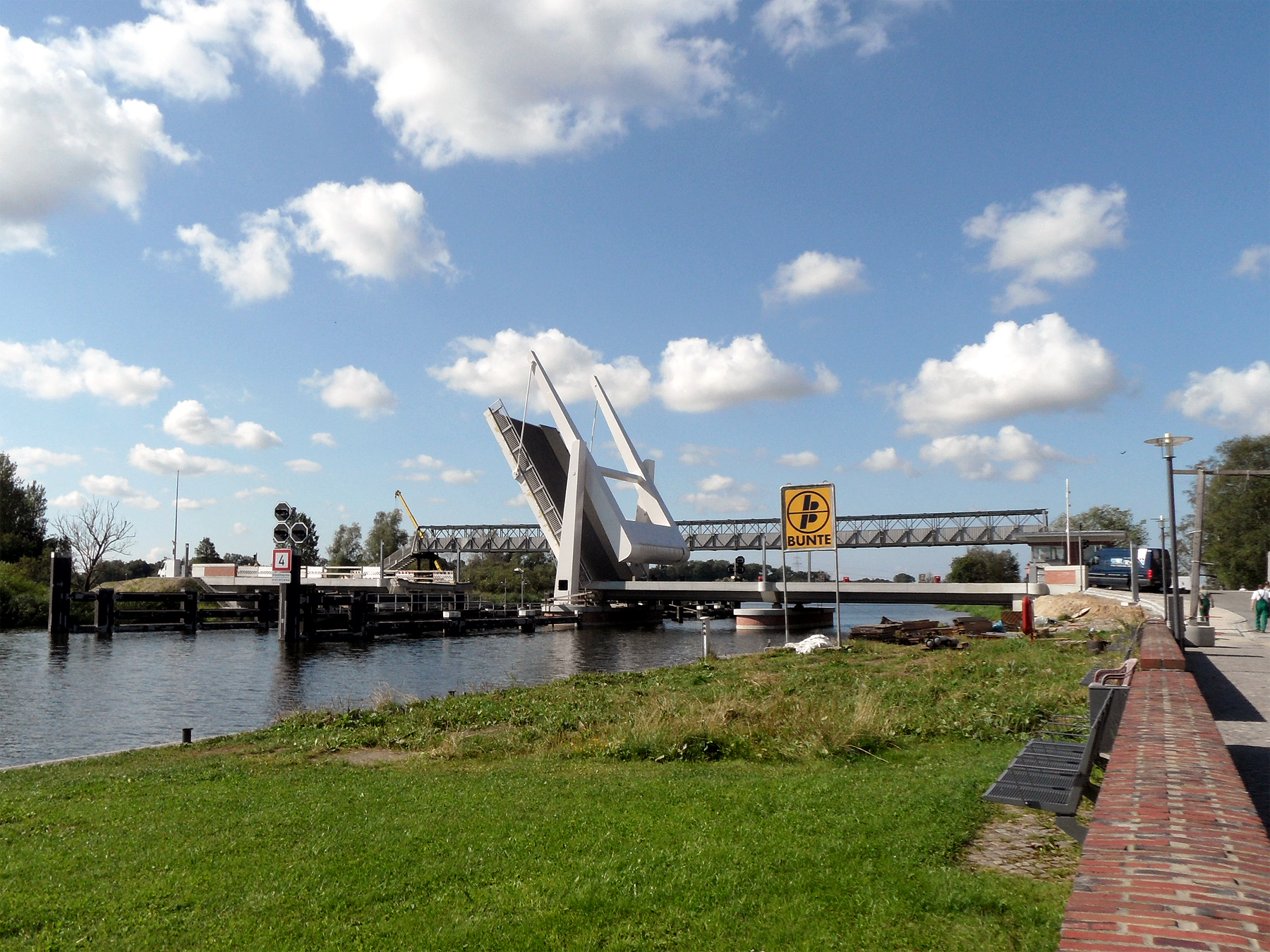
Die neue Klappbrücke von Loitz

Die Peenebrücke in Loitz ist ein Flussübergang über die Peene bei Loitz in Mecklenburg-Vorpommern. Bereits vor 1610 gab es bei Loitz eine feste Peeneüberquerung. Um die Erfordernisse der Industrialisierung zu erfüllen, wurde im Jahr 1886/87 die heute nicht mehr vorhandene Drehbrücke gebaut. Sie war im Jahr 2010 die älteste von Hand betriebene Drehbrücke Europas. Die Durchfahrtshöhe betrug 1,7 Meter, die Durchfahrtsbreite 11,50 Meter. Vom Bautyp war sie eine zweischenklige Drehbrücke. Zum Bewegen der Brücke wurde am Mittelpfeiler (am Mittelpunkt der Fahrbahn) eine T-förmige Stange eingesetzt, die von zwei Arbeitern gedreht wurde. Die Brücke hatte eine etwa 2,2 Meter breite Fahrbahn ohne Fußgängerwege. Sie wurde mehrmals täglich für den Schiffsverkehr geöffnet, letztmals im Herbst 2010. Sie ließ sich aber im geschlossenen Zustand mit einem Kanu oder Faltboot unterqueren. Die Brücke wurde im Januar 2011 demontiert und im September 2012 durch eine zweispurige Klappbrücke inklusive einseitig geführtem Radweg und ohne Tonnagebegrenzung ersetzt. Um den Schiffsverkehr auf der Peene zu gewährleisten, wird auch die neue Brücke mehrmals am Tag geöffnet.
Im Oktober 2011 wurde bei den Bauarbeiten für die neue Brückenauffahrt ein slawischer Bohlenweg aufgedeckt.